# Francisco Vallejo Pons
Pour les articles homonymes, voir Pons.
Francisco Vallejo Pons, né le 21 août 1982 à Es Castell (Minorque), est un joueur d'échecs espagnol. Il est également connu sous le nom Paco Vallejo,.
Au 1er mars 2011, il est le 35e joueur mondial avec un classement Elo de 2 707 points.

## Biographie
Plusieurs fois vice-champion du monde jeunes et champion du monde des moins de 18 ans, champion d'Espagne 2006, il fait partie des 100 meilleurs joueurs mondiaux, avec un record à la 18e place mondiale en janvier 2005.
Le 25 février 2006, au tournoi de Linares, il bat le champion du monde FIDE Veselin Topalov en 56 coups avec les noirs.
Lors de l'Olympiade d'échecs de 2008, il remporta la médaille d'argent individuelle au deuxième échiquier.
Il remporte, ex æquo avec Vugar Gashimov, le tournoi de Reggio Emilia 2011. 

### Championnats d'Europe
Vallejo Pons finit :
- cinquième du championnat d'Europe individuel en 2011 ;
- 2e-14e en 2012 (huitième au départage) ;
- 1er-8e et quatrième au départage du championnat d'Europe d'échecs individuel 2013[6] ;
- cinquième en 2016.

### Championnats du monde et (2001 et 2004)
| Année | Lieu    | Résultat      | Ultimes adversaires | Adversaires battus       |
| ----- | ------- | ------------- | ------------------- | ------------------------ |
| 2001  | Moscou  | deuxième tour | Emil Sutovsky       | Stanislav Savtchenko     |
| 2004  | Tripoli | deuxième tour | Zoltán Almási       | Rodrigo Vásquez Schroder |

### Coupes du monde
| Année | Lieu            | Résultat                                             | Ultimes adversaires                                              | Adversaires battus                                                           |
| ----- | --------------- | ---------------------------------------------------- | ---------------------------------------------------------------- | ---------------------------------------------------------------------------- |
| 2005  | Khanty-Mansiïsk | quatrième tour (douzième après matchs de classement) | Levon Aronian (huitième de finale) Gata Kamsky Vladimir Malakhov | Li Shilong, Rafael Leitão Zahar Efimenko Loek van Wely (match de classement) |
| 2007  | Khanty-Mansiïsk | deuxième tour                                        | Ernesto Inarkiev                                                 | Sergey Kudrin                                                                |
| 2011  | Khanty-Mansiïsk | deuxième tour                                        | Lázaro Bruzón                                                    | Jorge Cori                                                                   |
| 2013  | Tromsø          | deuxième tour                                        | Lê Quang Liêm                                                    | Diego Flores                                                                 |
| 2017  | Tbilissi        | troisième tour                                       | Wesley So                                                        | Murali Karthikeyan, Ievgueni Tomachevski                                     |
| 2021  | Sotchi          | deuxième tour                                        | Velimir Ivić                                                     | (exempt au premier tour)                                                     |
| 2023  | Bakou           | troisième tour                                       | Andreï Essipenko                                                 | (exempt au premier tour) Velimir Ivić                                        |